# Maorineta tibialis
Maorineta tibialis là một loài nhện trong họ Linyphiidae. Loài này được phát hiện ở Nieuw-Zeeland.